# Витко Еленков
Витко Илиев Еленков е български политик.

## Биография
През 1966 година завършва Московския енергетически институт (МЭИ) в Москва. Оттогава до 1987 работи в Централен институт по изчислителна техника (ЦИИТ). През 1967 г. е вербуван за агент от II управление (контраразузнаване) на Държавна сигурност с псевдоним Лъчезар. Между 1987 и 1992 година е директор на завод „Електроника“, а от 1991 до 1994 генерален директор на българо-австрийско дружество „Инкомскапш“. В периода 1994 – 1995 е министър на промишлеността. От 2003 до 2006 година е директор и управител на Електроника холдинг АД.